# Temporada 1985-86 de los Cleveland Cavaliers
La temporada 1985-86 fue la decimosexta de los Cleveland Cavaliers en la NBA. La temporada regular acabó con 29 victorias y 53 derrotas, ocupando el noveno  puesto de la conferencia Este, no logrando clasificarse para los playoffs.

## Elecciones en elDraft
| Ronda | Puesto | Jugador          | Posición  | Nacionalidad   | Universidad           |
| ----- | ------ | ---------------- | --------- | -------------- | --------------------- |
| 1     | 9      | Charles Oakley   | Ala-Pívot | Estados Unidos | Virginia Union        |
| 2     | 30     | Calvin Duncan    | Escolta   | Estados Unidos | Virginia Commonwealth |
| 2     | 45     | Hot Rod Williams | Ala-Pívot | Estados Unidos | Tulane                |
| 4     | 79     | Mark Davis       | Alero     | Estados Unidos | Old Dominion          |
| 5     | 101    | Gunther Behnke   | Pívot     | Alemania       |                       |
| 7     | 147    | Buzz Peterson    |           | Estados Unidos | North Carolina        |

## Temporada regular
| División Central    | División Central | División Central | División Central | División Central | División Central | División Central | División Central | División Central |
| Equipo              | G                | P                | %                | PD               | Casa             | Fuera            | Div              |                  |
| ------------------- | ---------------- | ---------------- | ---------------- | ---------------- | ---------------- | ---------------- | ---------------- | ---------------- |
| y-Milwaukee Bucks   | 57               | 25               | .695             | –                | 33–8             | 24–17            | 21–9             |                  |
| x-Atlanta Hawks     | 50               | 32               | .610             | 7                | 34–7             | 16–25            | 21–9             |                  |
| x-Detroit Pistons   | 46               | 36               | .561             | 11               | 31–10            | 15–26            | 18–12            |                  |
| x-Chicago Bulls     | 30               | 52               | .366             | 27               | 22–19            | 8–33             | 10–20            |                  |
| Cleveland Cavaliers | 29               | 53               | .354             | 28               | 16–25            | 13–28            | 10–19            |                  |
| Indiana Pacers      | 26               | 56               | .317             | 31               | 19–22            | 7–34             | 9–20             |                  |

## Estadísticas
| Rk | Jugador          | Edad | P  | PT | MP   | TC  | TCI  | %TC  | T3  | T3I | %T3  | TL  | TLI | %TL  | RO  | RD  | RT  | AS  | RB  | TAP | BP  | FP  | PTS  |
| -- | ---------------- | ---- | -- | -- | ---- | --- | ---- | ---- | --- | --- | ---- | --- | --- | ---- | --- | --- | --- | --- | --- | --- | --- | --- | ---- |
| 1  | Roy Hinson       | 24   | 82 | 82 | 34.6 | 7.6 | 14.2 | .532 | 0.0 | 0.0 | .000 | 4.4 | 6.2 | .719 | 2.0 | 5.8 | 7.8 | 1.2 | 0.8 | 1.4 | 2.3 | 3.9 | 19.6 |
| 2  | World B. Free    | 32   | 75 | 75 | 33.8 | 8.7 | 19.1 | .455 | 0.9 | 2.3 | .420 | 5.1 | 6.5 | .780 | 1.0 | 1.9 | 2.9 | 4.2 | 1.2 | 0.3 | 2.3 | 2.5 | 23.4 |
| 3  | John Bagley      | 25   | 78 | 77 | 31.7 | 4.7 | 11.1 | .423 | 0.1 | 0.5 | .243 | 2.2 | 2.8 | .791 | 1.0 | 2.6 | 3.5 | 9.4 | 1.6 | 0.1 | 3.1 | 2.1 | 11.7 |
| 4  | Melvin Turpin    | 25   | 80 | 69 | 28.7 | 5.7 | 10.5 | .544 | 0.0 | 0.1 | .000 | 2.3 | 2.9 | .811 | 2.3 | 4.7 | 7.0 | 0.7 | 0.8 | 1.3 | 1.7 | 3.3 | 13.7 |
| 5  | Phil Hubbard     | 29   | 23 | 21 | 27.8 | 4.0 | 8.6  | .470 | 0.0 | 0.0 | .000 | 3.3 | 4.9 | .679 | 2.1 | 3.1 | 5.2 | 1.3 | 0.9 | 0.1 | 2.9 | 3.4 | 11.4 |
| 6  | Keith Lee        | 23   | 58 | 38 | 20.6 | 3.1 | 6.6  | .466 | 0.0 | 0.2 | .222 | 1.3 | 1.7 | .781 | 2.0 | 4.1 | 6.1 | 1.2 | 0.5 | 0.6 | 1.3 | 3.5 | 7.4  |
| 7  | Eddie Johnson    | 30   | 32 | 4  | 19.2 | 4.0 | 9.2  | .440 | 0.8 | 2.0 | .369 | 1.0 | 1.4 | .733 | 0.4 | 1.0 | 1.4 | 3.6 | 0.3 | 0.0 | 1.9 | 1.8 | 9.8  |
| 8  | Edgar Jones      | 29   | 53 | 6  | 19.1 | 3.5 | 7.0  | .505 | 0.1 | 0.4 | .304 | 2.5 | 3.4 | .742 | 1.3 | 2.6 | 3.9 | 0.8 | 0.6 | 0.7 | 1.2 | 2.7 | 9.7  |
| 9  | Ben Poquette     | 30   | 81 | 3  | 18.5 | 2.0 | 4.3  | .477 | 0.0 | 0.1 | .200 | 0.9 | 1.2 | .720 | 1.5 | 3.1 | 4.6 | 1.0 | 0.4 | 0.4 | 0.8 | 2.3 | 5.0  |
| 10 | Mark West        | 25   | 67 | 26 | 17.5 | 1.7 | 3.1  | .541 | 0.0 | 0.0 |      | 0.8 | 1.5 | .524 | 1.4 | 3.4 | 4.8 | 0.3 | 0.4 | 0.9 | 1.4 | 3.5 | 4.2  |
| 11 | Johnny Davis     | 30   | 39 | 0  | 15.7 | 2.6 | 6.1  | .430 | 0.1 | 0.3 | .182 | 1.7 | 2.0 | .848 | 0.2 | 0.8 | 0.9 | 2.7 | 0.6 | 0.1 | 1.0 | 1.1 | 7.0  |
| 12 | Lonnie Shelton   | 30   | 44 | 1  | 15.5 | 2.1 | 4.3  | .489 | 0.0 | 0.0 | .000 | 0.3 | 0.4 | .875 | 0.9 | 2.4 | 3.3 | 1.4 | 0.5 | 0.1 | 1.1 | 2.9 | 4.5  |
| 13 | Dirk Minniefield | 25   | 76 | 2  | 14.9 | 2.2 | 4.6  | .481 | 0.1 | 0.5 | .270 | 1.0 | 1.2 | .785 | 0.6 | 1.2 | 1.7 | 3.5 | 0.9 | 0.0 | 1.4 | 2.2 | 5.5  |
| 14 | Ron Brewer       | 30   | 40 | 3  | 13.8 | 2.1 | 5.4  | .386 | 0.1 | 0.4 | .294 | 0.8 | 0.9 | .892 | 0.4 | 1.0 | 1.3 | 1.0 | 0.4 | 0.2 | 0.5 | 1.1 | 5.1  |
| 15 | Ben McDonald     | 23   | 21 | 0  | 12.7 | 1.3 | 2.8  | .483 | 0.0 | 0.0 | .000 | 0.2 | 0.4 | .625 | 0.7 | 1.1 | 1.8 | 0.4 | 0.3 | 0.0 | 0.5 | 1.4 | 2.9  |
| 16 | Ron Anderson     | 27   | 17 | 3  | 12.2 | 2.2 | 4.4  | .500 | 0.0 | 0.1 | .000 | 0.7 | 0.9 | .750 | 0.3 | 1.2 | 1.5 | 0.5 | 0.1 | 0.0 | 0.4 | 1.2 | 5.1  |
| 17 | Ennis Whatley    | 23   | 8  | 0  | 8.3  | 1.1 | 2.4  | .474 | 0.0 | 0.0 |      | 0.5 | 0.9 | .571 | 0.3 | 0.6 | 0.9 | 1.6 | 0.6 | 0.0 | 0.8 | 1.0 | 2.8  |